# Discografia de Yanni
Este anexo lista a discografia de Yanni.
O músico instrumentista grego apresenta uma discografia composta por doze álbuns de estúdio, onze compilações e quatro álbuns ao vivo. 
Ao longo de sua carreira, Yanni produziu quatro DVDs, que posteriormente tornaram-se álbuns ao vivo, sendo o primeiro, Yanni Live at the Acropolis em 2000 e o último,
Yanni Voices, em 2009.

## Álbuns

### De estúdio
| Ano  | Detalhes                                                                                                 | faixas | ref |
| ---- | --- | --- | --- |
| 1984 | Optimystique - Lançamento: 1984, relançamento em 1986 - Gravadora: Atlantic, Private Music - Formato: CD | - 1. "The Sphynx", 2. "Butterfly Dance", 3. "Strings", 4. "Twilight", 5. "The Chase", 6. "Farewell", 7. "Turn Of The Tide", 8. "The Magus" | -   |
| 1986 | Keys to Imagination - Lançamento: 1986 - Gravadora:Private Music - Formato: CD                           | - 1. "The North Shore Of Matsushima", 2. "Looking Glass", 3. "Nostalgia", 4. "Santorini", 5. "Port Of Mystery", 6. "Keys To Imagination", 7. "Forgotten Yesterdays", 8. "Forbidden Dream" | -   |
| 1987 | Out of Silence - Lançamento: 1987 - Gravadora:Private Music - Formato: CD                                | - 1. "Sand Dance", 2. "After The Sunrise", 3. "Standing In Motion", 4. "The Mermaid", 5. "Within Attraction", 6. "Street Level", 7. "Secret Vows", 8. "Point Of Origin", 9. "Acroyali", 10. "Paths On Water" | -   |
| 1988 | Chameleon Days - Lançamento: 1988 - Gravadora:Private Music - Formato: CD                                | - 1. "Swept Away", 2. "Marching Season", 3. "Chasing Shadows", 4. "The Rain Must Fall", 5. "Days Of Summer", 6. "Reflections Of Passion", 7. "Walkabout", 8. "Everglade Run", 9. "A Word In Private" | -   |
| 1989 | Niki Nana - Lançamento: 1989 - Gravadora:Private Music - Formato: CD                                     | - 1. "Niki Nana (We're One)", 2. "Dance With A Stranger", 3. "Running Time", 4. "Someday", 5. "Human Condition", 6. "First Touch", 7. "Nightbird" | -   |
| 1990 | Reflections of Passion - Lançamento: 1990 - Gravadora:Private Music - Formato: CD                        | - 1. "After The Sunrise", 2. "The Mermaid", 3. "Quiet Man", 4. "Nostalgia", 5. "Almost A Whisper", 6. "The Rain Must Fall", 7. "Acroyali", 8. "Farewell", 9. "Swept Away", 10. "True Nature", 11. "Secret Vows", 12. "Flight Of Fantasy", 13. "A Word In Private", 14. "First Touch", 15. "Reflections Of Passion" | -   |
| 1991 | In Celebration of Life - Lançamento: 1991 - Gravadora:Private Music - Formato: CD                        | - 1. "Santorini", 2. "Song For Antarctica", 3. "Marching Season", 4. "Walkabout", 5. "Keys To Imagination", 6. "Looking Glass (Album Version)", 7. "Someday", 8. "Within Attraction", 9. "Standing In Motion ", 10. "Sand Dance" | -   |
| 1992 | Dare to Dream - Lançamento: 1992 - Gravadora:Private Music - Formato: CD                                 | - 1. "Once Upon A Time", 2. "A Love For Life", 3. "Nice To Meet You", 4. "So Long My Friend", 5. "You Only Live Once", 6. "To The One Who Knows", 7. "Face In The Photograph", 8. "Felitsa", 9. "Desire", 10. "Aria", 11. "A Night To Remember", 12. "In The Mirror" | -   |
| 1993 | In My Time - Lançamento: 1993 - Gravadora:Private Music - Formato: CD                                    | - 1. "In The Morning Light", 2. "One Man's Dream", 3. "Before I Go", 4. "Enchantment", 5. "The End Of August", 6. "To Take ...To Hold", 7. "In The Mirror", 8. "Felitsa", 9. "Whispers In The Dark", 10. "Only A Memory", 11. "Until The Last Moment" | -   |
| 2000 | If I Could Tell You - Lançamento: 2000 - Gravadora:Virgin - Formato: CD                                  | - 1. "On Sacred Ground", 2. "The Flame Within", 3. "Midnight Hymn", 4. "November Sky", 5. "With An Orchid", 6. "Wishing Well", 7. "A Walk InThe Rain", 8. "Highland", 9. "If I Could Tell You", 10. "In Your Eyes", 11. "Reason For Rainbows" | -   |
| 2003 | Ethnicity - Lançamento: 2003 - Gravadora:Virgin - Formato: CD                                            | - 1. "Rite of Passage", 2. "For All Seasons", 3. "The Promise", 4. "Rainmaker", 5. "Written on the Wind", 6. "Playing By Heart", 7. "At First Sight", 8. "Tribal Dream", 9. "Almost A Whisper", 10. "Never Too Late", 11. "Play Time", 12. "Jivaeri (Jiva-Eri)" | -   |
| 2009 | Yanni Voices - Lançamento: 24 de Março de 2009 - Gravadora:Yanni Wake/Disney/Pearl Series - Formato: CD  | - 1. "Omaggio (Tribute)", 2. "The Keeper", 3. "Our Days", 4. "Never Leave the Sun", 5. "Before the Night Ends", 6. "1001", 7. "Mas Alla", 8. "Unico Amore (Enchantment )", 9. "Vivi Il Tuo Sogno (Almost a Whisper)", 10. "Orchid", 11. "Set Me Free", 12. "Kill Me With Your Love", 13. "Mi Todo Eres Tu (Until the LastMoment)", 14. "Ritual De Amor (Desire)", 15. "Moments Without Time", 16. "Nei Tuoi Occhi (In the Miror)", 17." Amare Di Nuovo (Adagio in C Minor)" | -   |
| 2010 | Yanni Mexicanisimo - Lançamento: 11 de novembro de 2010 - Gravadora:Vene Music - Formato: CD             | - 1. "El Cascabel", 2."Granada", 3. "La Bikina", 4."El Son de la Negra", 5."Cielito Lindo", 6."Silverio Pérez", 7."Guadalajara", 8."Mi Ciudad", 9."María Bonita", 10. "La Culebra", 11."La Malagueña", 12."México Lindo y Querido" | -   |
| 2011 | Truth of Touch - Lançamento: 8 de fevereiro 2011 - Gravadora:Yanni/Wake - Formato: CD                    | - 1."Truth of Touch", 2. "Echo of a Dream", 3. "Seasons", 4."Voyage", 5. "Flash of Color", 6. "Vertigo", 7. "Nine", 8. "Can't Wait", 9. "Guilty Pleasure", 10. "O Luce Che Brilla Nell'oscurità", 11. "I'm So", 12. "Long Way Home", 13. "Yanni & Arturo", 14. "Mist of a Kiss", 15. "Secret" | -   |
| 2014 | Inspirato - Lançamento: 10 de março de 2014 - Gravadora:Yanni/Wake - Formato: CD                         | - 1. "I Genitori", 2. "Come un Sospiro", 3. "Ode Alla Grecia", 4. "L'Ombra Dell'Angelo", 5. "Amare di Nuovo", 6. "Hasta el Último Momento", 7. "Riconoscimento", 8. "Incanto", 9. "Il Primo Tocco", 10. "Usignolo", 11. "La Prima Luce", 12. "Ode à L'Humanité", 13. "Nello Specchio" | -   |

### Ao vivo
| Ano  | Detalhes                                                                                        | faixas | ref |
| ---- | ----------------------------------------------------------------------------------------------- | --- | --- |
| 1994 | Yanni Live at the Acropolis - Lançamento: 1994, - Gravadora:Private Music - Formato: CD         | - 1. "Santorini", 2. "Keys to Imagination",3. "Until the Last Moment", 4. "The Rain Must Fall", 5. "Felista", 6. "Acroyali/Standing in Motion", 7. "One Man's Dream", 8. "Within Attraction", 9. "Nostalgia", 10. "Swept Away", 11. "Reflections of Passion" | -   |
| 1995 | Yanni Live at Royal Albert Hall - Lançamento: 1995, - Gravadora:Private Music - Formato: CD     | - 1. "Desire", 2."Dance with a Stranger", 3."A Love for Life", 4."Within Attraction", 5."Reflections of Passion", 6."Aria", 7."Nostalgia" |     |
| 1997 | Tribute - Lançamento: 1997, - Gravadora:Virgin - Formato: CD                                    | - 1."Deliverance",2."Adagio in C Minor", 3."Renegade", 4."Dance With a Stranger", 5."Tribute", 6."Prelude", 7."Love Is All", 8."Southern Exposure", 9."Waltz in 7/8", 10."Nightingale", 11."Niki Nana"                                                       | -   |
| 2006 | Yanni Live! The Concert Event - Lançamento: 2006, - Gravadora:Image Entertainment - Formato: CD | - 1."Rainmaker", 2."Keys to Imagination", 3."Enchantment", 4."Standing in Motion", 5."On Sacred Ground", 6."Playtime", 7."Until the Last Moment", 8."If I Could Tell You", 9."For All Seasons", 10."The Storm", 11."Prelude", 12."Nostalgia"                 | -   |

### Compilações
| Ano  | Detalhes | faixas | ref |
| ---- | --- | --- | --- |
| 1992 | Romantic Moments - Lançamento: 1992 - Gravadora:BMG - Formato: CD | - 1. "Reflections Of Passion", 2. "Santorini", 3. "After The Sunrise", 4. "True Nature", 5. "Almost A Whisper", 6. "Swept Away", 7. "The Mermaid", 8. "Flight Of Fantasy", 9. "Secret Vows", 10. "Acroyali", 11. "Song For Antarctica", 12. "Marching Season", 13. "Sand Dance", 14. "In The Mirror", 15. "Paths On Water" | -   |
| 1997 | Port of Mystery - Lançamento: 29 de bril de 1997 - Gravadora:Windham Hill - Formato: CD | - 1. 1. "The Sphynx", 2. "You Only Live Once", 3. "Port of Mystery" , 4. "Butterfly Dance", 5. "Farewell", 6. "Street Level", 7. "The Magus", 8. "Looking Glass" | -   |
| 1997 | Devotion (The Best of Yanni) - Lançamento: 26 de agosto de 1997 - Gravadora:Private Music - Formato: CD | - 1. "Once Upon a Time", 2. "Within Attraction", 3. "Song for Antarctica", 4. "Aria", 6. "A Love for Life", 7. "Reflections of Passion", 8. "To Take... To Hold", 9. "Only a Memory", 10. "Flight of Fantasy", 11. "To the One Who Knows", 12. "The End of August", 13. "Marching Season", 14. "Santorini", 15. "Nice to Meet You (Special Radio Edit)", 16. "A Night to Remember" | -   |
| 1997 | In The Mirror - Lançamento: 1997 - Gravadora:Private Music - Formato: CD | - 1. "In The Mirror". 2. "In The Morning Light", 3. "A Love For Life", 4. "One Man's Dream", 5. "Within Attraction", 6. "Forbidden Dreams", 7. "Once Upon A Time", 8. "Chasing Shadows", 9. "Aria", 10. "Quiet Man", 11. "Enchantment", 12. "So Long My Friend", 13. "Before I Go", 14. "The End Of August", 15. "Face In The Photograph" | -   |
| 1999 | Love Songs - Lançamento: 13 de abril de 1999 - Gravadora:Private Music - Formato: CD | - 1. "In the Morning Light", 2. "So Long My Friend", 3. "To the One Who Knows", 4. "Almost a Whisper", 5. "Before I Go", 6. "In the Mirror", 7. "First Touch", 8. "Enchantment", 9. "Felitsa", 10. "Secret Vows", 11. "Whispers In the Dark", 12. "To Take... To Hold" | -   |
| 1999 | Someday - Lançamento: 13 de julho de 1999 - Gravadora:Unison - Formato: CD | - 1. "Within Attraction", 2. "Enchantment", 3. "A Word in Private", 4. "Before I Go", 5. "Felitsa", 6. "Someday", 7. "The Rain Must Fall" | -   |
| 1999 | Winter Light - Lançamento: 13 de agosto de 1999 - Gravadora:Private Music - Formato: CD | - 1. "Forgotten Yesterdays", 2. "Only a Memory", 3. "Point of Origin", 4. "Marching Season", 5. "After the Sunrise", 6. "Until the Last Moment", 7. "Twilight", 8. "Keys to Imagination", 9. "A Word in Private", 10. "True Nature", 11. "The Magus", 12. "Face in the Photograph" | -   |
| 1999 | Someday - Lançamento: 12 de outubro de 1999 - Gravadora:Private Music - Formato: CD, DVD - Box contendo 5 álbuns: In My Time, Reflections of Passion, In Celebration of Life, Yanni Live at the Acropolis(CD e DVD), Dare to Dream | - 1. "In the Morning Light", 2. "One Man's Dream", 3. "Before I Go", 4. "Enchantment", 5. "The End of August", 6. "To Take...To Hold", 8. "In the Mirror", 9. "Whispers in the Dark", 10. "Only a Memory", 11. "Until the Last Moment", 12. "Until the Last Moment", 13. "After the Sunrise", 14. "The Mermaid", 15. "Quiet Man", 16. "Nostalgia", 17. "Almost a Whisper", 18. "The Rain Must Fall", 19. "Acroyali", 20. "Farewell", 21. "Swept Away", 22. "True Nature", 23. "Secret Vows", 24. "Flight of Fantasy", 25. "A Word in Private", 26. "First Touch", 27. "Reflections of Passion", 28. "Santorini", 29. "Song for Antarctica", 30. "Marching Season", 31. "Walkabout", 31. "Keys to Imagination", 33. "Looking Glass", 34. "Someday", 35. "Within Attraction", 36. "Standing in Motion", 37. "Sand Dance", 38. "Santorini", 39. "Keys to Imagination", 40. "Until the Last Moment", 41. "The Rain Must Fall", 42. "Acroyali/Standing in Motion", 43. "One Man's Dream", 44. "Nostalgia", 45. "Swept Away", 47. "Reflections of Passion", 48. "Once upon a Time", 49. "Alove for Life", 50. "Nice to Meet You", 51. "So Long My Friend", 52. "You Only Live Once", 53. "To the One Who Knows", 54. "Face in the Photograph", 55. "Felitsa", 56. "Desire", 57. "Aria", 58. "A Night to Remember", 59. "In the Mirror" | -   |
| 2000 | Snowfall - Lançamento: 07 de março de 2000 - Gravadora:BMG - Formato: CD | - 1. "After the Sunrise", 2. "In the Morning Light", 3. "Enchantment", 4. "True Nature", 5. "Turn of the Tide", 6. "Only a Memory", 7. "Nostalgia", 8. "A Word in Private", 9. "One Man´s Dream", 10. "Farewell" | -   |
| 2000 | The Very Best of Yanni - Lançamento: 10 de outubro de 2000 - Gravadora:Windham Hill - Formato: CD | - 1. "Aria", 2. "Looking Glass", 3. "In the Morning Light", 4. "Marching Season", 5. "Swept Away", 6. "One Man´s Dream", 7. "The Mermaid", 8. "To the One Who Knows", 9. "Santorini", 10. "Acroyali", 11. "In the Mirror", 12. "Someday", 13. "Flight of Fantasy", 14. "The End of August", 15. "The Rain Must Fall", 16. "Face in the Photograph" | -   |
| 2003 | The Very Best of Yanni - Lançamento: 21 de janeiro de 2003 - Gravadora:Windham Hill, BMG Heritage - Formato: CD | - 1. "You Only Live Once", 2. "Fligh of Fantasy", 3. "To the One Who Knows", 4. "Keys to Imagination", 5. "Butterfly Dance", 6. "Nice to Meet You", 7. "Santorini", 8. "Nostalgia", 9. "Aria", 10. "Point of Origin", 11. "Nightbird", 12. "Chasing Shadows", 13. "Paths of Water", 14. "Marching Season", 15. "Reflections of Passion", 16. "Looking Glass", 17. "A Word in Private", 18. "One Man´s Dream", 19. "Felista", 20. "In the Mirror", 21. "Desire", 22. "The Rain Must Fall", 23. "Running Time", 24. "Forbidden Dreams" | -   |